# أنتون كاجتوفت
أنتون كاجتوفت (بالسويدية: Anton Cajtoft)‏ (13 فبراير 1994 بالسويد - ) هو لاعب كرة قدم سويدي في مركز حراسة المرمى. لعب مع نادي جونكوبينغ سودرا ‏.

## وصلات خارجية
- أنتون كاجتوفت على موقع الاتحاد الأوربي (الإنجليزية)
- أنتون كاجتوفت على موقع اتحاد النرويج (النرويجية)
- أنتون كاجتوفت على موقع اتحاد السويد (السويدية)
- أنتون كاجتوفت على موقع إي إس بي إن إف سي (الإنجليزية)
- أنتون كاجتوفت على موقع قاعدة بيانات كرة القدم.إي يو (الإنجليزية)
- أنتون كاجتوفت على موقع Soccerway.com (الإنجليزية)
- أنتون كاجتوفت على موقع عالم كرة القدم.نت (الإنجليزية)